# Золотой глобус (премия, 1956)
13-я церемония вручения наград премии «Золотой глобус»

23 февраля 1956
Лучший фильм (драма): 

«К востоку от рая»
Лучший фильм (комедия или мюзикл): 

«Парни и куколки»
13-я церемония вручения наград премии «Золотой глобус» за заслуги в области кинематографа за 1955 год. Церемония была проведена 23 февраля 1956 года в Лос-Анджелесе, штат Калифорния, США.

## Победители
| Победители выделены отдельным цветом. |

| Категории                                               | Фотографии лауреатов                                    | Победители                                                 |
| ------------------------------------------------------- | ------------------------------------------------------- | ---------------------------------------------------------- |
| Лучший фильм                                            |                                                         | • «К востоку от рая»                                       |
| Лучший фильм — комедия или мюзикл                       |                                                         | • «Парни и куколки»                                        |
| Лучшая мужская роль — драма                             |                                                         | • Эрнест Боргнайн — «Марти»                                |
| Лучшая женская роль — драма                             |                                                         | • Анна Маньяни — «Татуированная роза»                      |
| Лучшая мужская роль — комедия или мюзикл                |                                                         | • Том Юэлл — «Зуд седьмого года»                           |
| Лучшая женская роль — комедия или мюзикл                |                                                         | • Джин Симмонс — «Парни и куколки»                         |
| Лучший режиссёр                                         |                                                         | • Джошуа Логан — «Пикник»                                  |
| Лучший актёр второго плана                              |                                                         | • Артур Кеннеди — «Суд»                                    |
| Лучшая актриса второго плана                            |                                                         | • Мариза Паван — «Татуированная роза»                      |
| Лучший сценарий                                         |                                                         | • Премия не вручалась                                      |
| Лучшая музыка к фильму                                  |                                                         | • Премия не вручалась                                      |
| Премия Сесиля Б. Де Милля                               |                                                         | • Джек Уорнер                                              |
| Специальная награда «Достижение»                        |                                                         | • Джеймс Дин                                               |
| Лучший фильм на иностранном языке                       |                                                         | • Опасная кривая (англ. Dangerous Curves) (Великобритания) |
| Лучший фильм на иностранном языке                       | • Глаза детей (англ. Eyes of Children ) (Япония)        |                                                            |
| Лучший фильм на иностранном языке                       | • Children, Mother, and the General (Западная Германия) |                                                            |
| Лучший фильм на иностранном языке                       | • «Стелла» (Греция)                                     |                                                            |
| Лучший фильм на иностранном языке                       | • «Слово» (Дания)                                       |                                                            |
| Премия Генриетты (избранный мировой фильм)              |                                                         | • Марлон Брандо                                            |
| Премия Генриетты (избранный мировой фильм)              | • Грейс Келли                                           |                                                            |
| Hollywood Citizenship Award                             |                                                         | • Эстер Уильямс                                            |
| Лучший фильм по развитию международного взаимопонимания |                                                         | • Генри Кинг — «Любовь — самая великолепная вещь на свете» |
| Лучший дебют актёра                                     |                                                         | • Рэй Дэнтон — «Я буду плакать завтра»                     |
| Лучший дебют актёра                                     | • Расс Тэмблин                                          |                                                            |
| Лучший дебют актрисы                                    |                                                         | • Анита Экберг                                             |
| Лучший дебют актрисы                                    | • Виктория Шоу                                          |                                                            |
| Лучший дебют актрисы                                    | • Дана Уинтер                                           |                                                            |
| Outdoor Drama                                           |                                                         | • Уичито                                                   |
| Телевизионное достижение                                |                                                         | • Деси Арнас                                               |
| Телевизионное достижение                                | • Дина Шор                                              |                                                            |